# Vasco Tagliavini
Vasco Tagliavini (Reggio Emilia, 1937. október 17. – Reggio Emilia, 2019. július 3.) olasz labdarúgó, hátvéd, edző.

## Pályafutása

### Játékosként
1956–57-ben az Internazionale korosztályos csapatában kezdte a labdarúgást, majd 1957 és 1960 között a felnőtt csapat tagja volt. 1960 és 1964 között az Udinese, 1964 és 1967 között a Foggia, 1967 és 1969 között a Novara labdarúgója volt.

### Edzőként
1971 és 1973 között a Guastalla, 1974 és 1980 között a Triestina, 1980-ban a Casale, 1981–82-ben a Foggia, 1982–83-ban a Treviso, 1983–84-ben a Ravenna vezetőedzője volt. 1985–86-ban a Rende, 1986–87-ben a Pro Italia Galatina, 1987–88-ban a Suzzara, 1990–91-ben a Ponsacco szakmai munkáját irányította. 1991–92-ben az olasz futsal válogatott szövetségi kapitányaként tevékenykedett.